# Électron de cœur
 (août 2024).
Si vous disposez d'ouvrages ou d'articles de référence ou si vous connaissez des sites web de qualité traitant du thème abordé ici, merci de compléter l'article en donnant les références utiles à sa vérifiabilité et en les liant à la section « Notes et références ».
En physique ou en chimie, les électrons de cœur sont des électrons dont on considère qu'ils sont très fortement liés à leur atome et ne contribuent pas à la liaison chimique, par opposition aux électrons de valence. Selon le contexte, l'expression peut également désigner les électrons occupant les orbitales les plus basses d'un atome. 
La distinction entre électrons de cœur et électrons de valence est dans une certaine mesure un choix arbitraire qui dépend avant tout des différentes approximations que l'on applique aux électrons dans un problème particulier.

## Relation avec la classification périodique
Pour un élément situé dans une des trois premières lignes de la classification périodique, on considère généralement que les électrons de cœur sont ceux qui forment la configuration électronique du gaz noble qui le précède. Ainsi pour l'atome d'aluminium (13 électrons), la configuration électronique est la suivante :
{\displaystyle Al(Z=13)\quad 1s^{2}\,2s^{2}\,2p^{6}\,3s^{2}\,3p^{1}}
Les dix premiers électrons forment la configuration électronique du Néon. On peut réécrire la configuration électronique de l'aluminium :
{\displaystyle Al(Z=13)\quad [Ne]\,3s^{2}\,3p^{1}}
On considère donc que les dix premiers électrons sont les électrons de cœur. Les trois électrons {\displaystyle 3s^{2}3p^{1}} sont alors les électrons de valence. 
Pour les éléments situés en dessous de la troisième ligne de la classification périodique, la distinction entre électron de cœur et de valence est délicate : l'apparition d'orbitales atomiques de type d ou f ne permet plus de distinguer les électrons de cœur des électrons de valence sur un simple critère énergétique. Cette notion perd donc beaucoup de sa pertinence pour les métaux de transition et pour les terres rares.